# Yung Rapunxel
"Yung Rapunxel" (estilizado como #YUNGRAPUNXEL) é uma canção da rapper americana Azealia Banks, anunciada em 26 de março de 2013 e lançada em 16 de abril como primeiro single do primeiro álbum de estúdio, Broke with Expensive Taste.
Em 9 de março, a capa para o single foi publicada no perfil de Banks no Twitter e em 11 de março, a canção foi disponibilizada para streaming via Soundcloud.

## Videoclipe
As filmagens para o videoclipe da música começaram em 22 de fevereiro de 2013 e teve continuidade em março. O videoclipe oficial da canção foi lançado em 16 abril de 2013.

## Histórico de lançamento
| Região         | Data                | Formato          |
| -------------- | ------------------- | ---------------- |
| Reino Unido    | 15 de abril de 2013 | Download digital |
| Estados Unidos | 16 de abril de 2013 | Download digital |

## Desempenho nas tabelas musicais
| Tabela musical (2013)        | Melhor posição |
| ---------------------------- | -------------- |
| Reino Unido (UK Urban Chart) | 30             |